# Bönekvarn

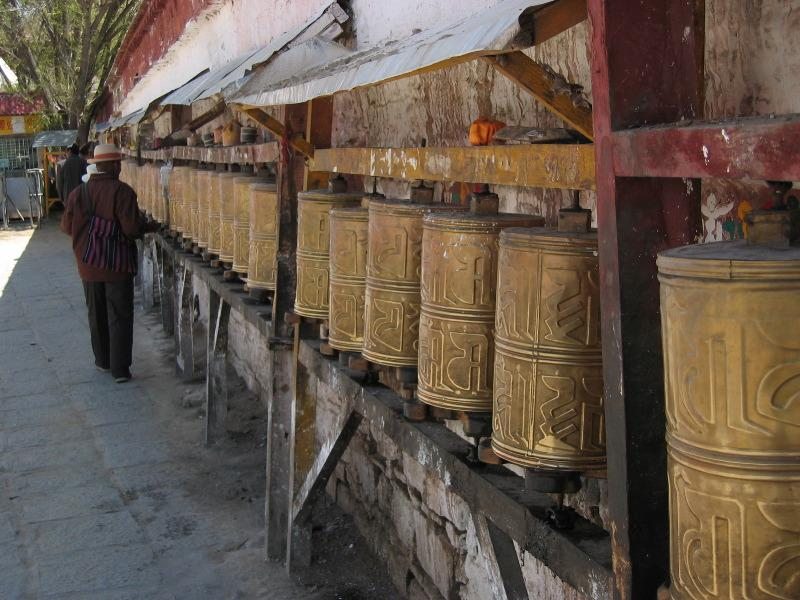
Bönekvarnar i Samye, ett kloster i Tibet.

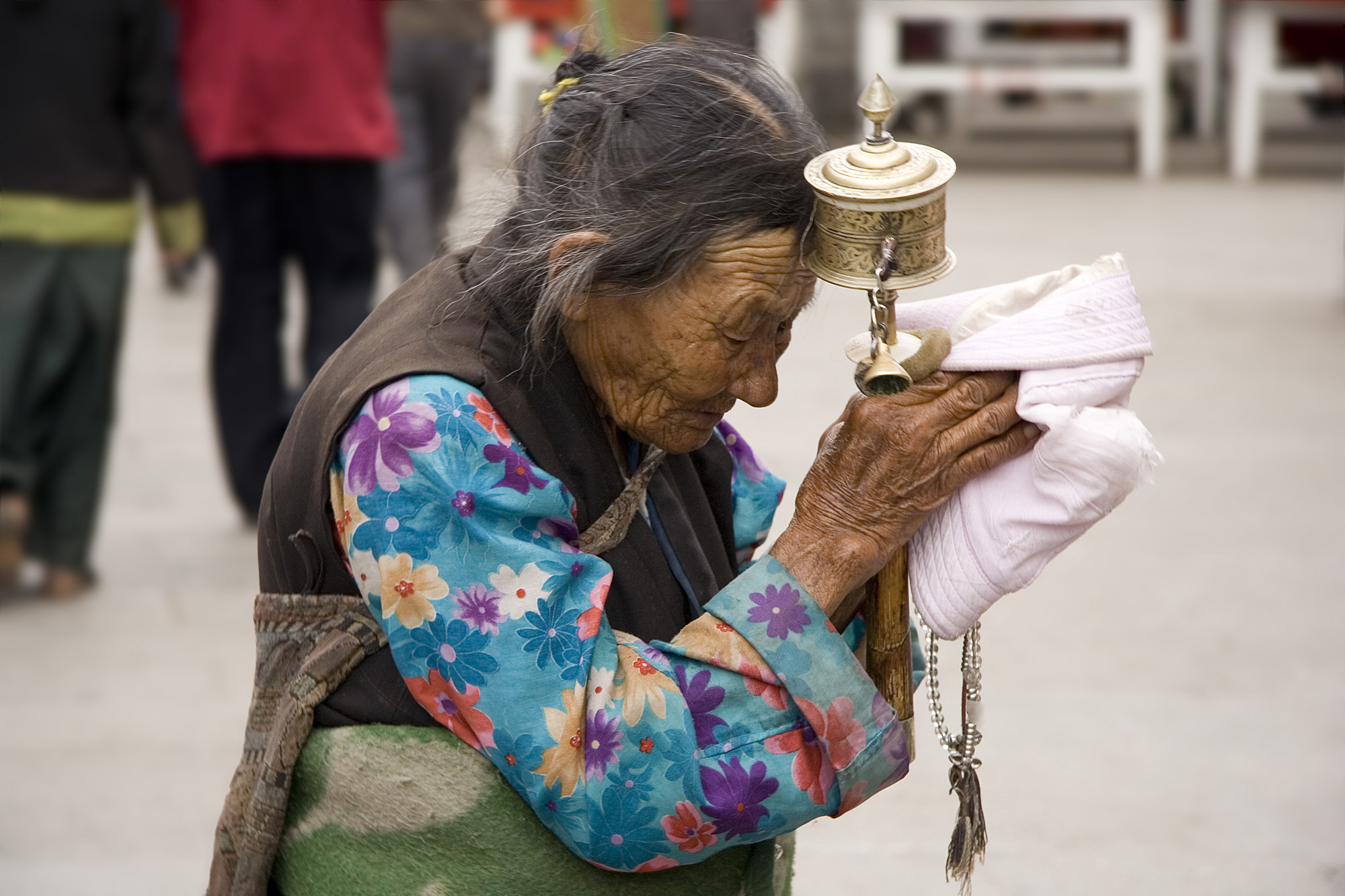
Gammal kvinna i Lhasa hållande en bönekvarn.

Bönekvarnar används inom tibetansk buddhism för att recitera mantran. De förekommer i alla möjliga storlekar. När man snurrar på bönekvarnen så tänker man sig att bönerna som är inskrivna inuti släpps ut. Detta används för att läsa fler böner än om man skulle göra det på det vanliga sättet.